# Zuidelijk Oost-Limburgs
Het Zuidelijk Oost-Limburgs is een groep Limburgse dialecten volgens de indeling van het Woordenboek van de Limburgse Dialecten (WLD). In deze indeling vormt het, samen met het Noordelijk Oost-Limburgs, het Oost-Limburgs. 
Het betreffende taalgebied beslaat Sittard, de Westelijke Mijnstreek en het westen en noorden van het Heuvelland. Het WLD houdt zich niet bezig met dialecten aan de Duitse kant van de grens, maar door te extrapoleren kunnen ook de dialecten van de Zelfkant tot het Zuidelijk Oost-Limburgs gerekend worden. Net als alle Limburgse Onderdialecten is ook het Zuidelijk Oost-Limburgs geen absolute eenheid.
Het Zuidelijk Oost-Limburgs komt niet overeen met het Zuidoost-Limburgs. 
De hiervoor genoemde indeling gaat uit van hoe de situatie vroeger was. In Heerlense kolonies zoals Heerlerheide en Treebeek wordt tegenwoordig vooral Heerlens-Nederlands gesproken; Daarnaast spreekt men daar zeker ook Heerlens, wat al bij het Zuidoost-Limburgs hoort.

## Kenmerken

### Formele afbakening

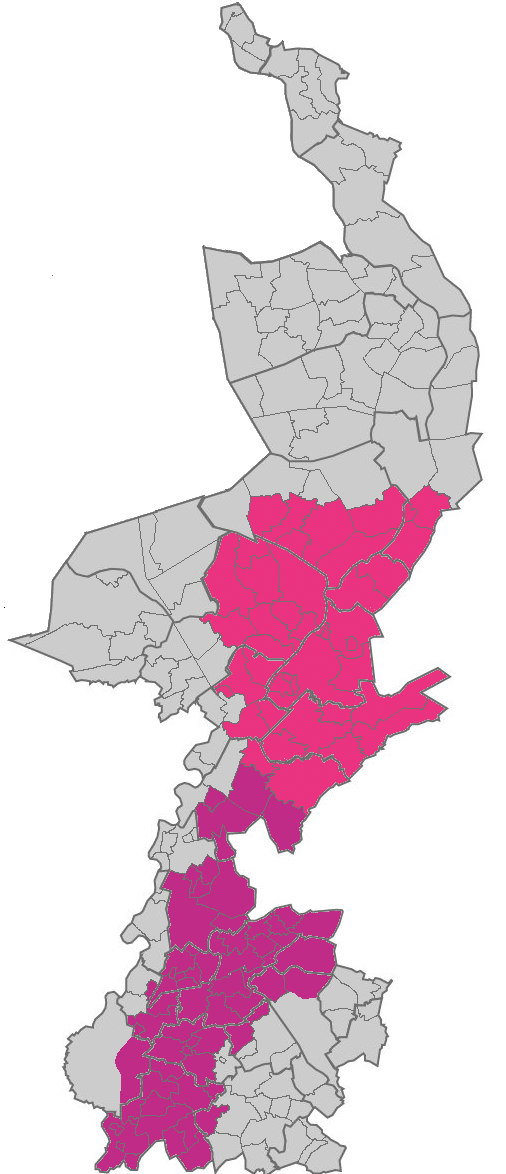
Kaart van de noordelijke en zuidelijke Oost-Limburgse dialecten in Nederlands-Limburg

Het Woordenboek van de Limburgse Dialecten (WLD) groepeert Zuidelijk Oost-Limburgs in de volgende plaatsen en dialecten:
Pey, Koningsbosch, Susteren, Dieteren, Nieuwstadt, Sittard (Sittards), Limbricht, Einighausen, Guttecoven, Munstergeleen, Geleen (Geleens), Hoensbroek, Heerlerheide, Klimmen, Moorveld, Ulestraten, Meerssen, Rothem, Amby, Scharn, 's-Gravenvoeren (B), Valkenburg aan de Geul met de uitzondering van Schin op Geul en de gemeenten Beek, Beekdaelen, Brunssum en Eijsden-Margraten (Eijsdens). 

### Vormingsgeschiedenis
Zoals in andere delen van Nederlands-Limburg, was het gebied waar Zuidelijk Oost-Limburgs wordt gesproken politiek verdeeld. Naast de invloeden van het Maastrichts (Centraal-Limburgs) en het Akens (West-Ripuarisch) hebben intern met name Valkenburg en Sittard invloed gehad op de dialectvorming in de regio, dit zijn historisch gezien de belangrijkste steden in de regio.

### Algemeen
Zoals in de meeste Limburgse vormen kent het Zuidelijk Oost-Limburgs  -ch in de woorden i(e)ch, ouch, mi(e)ch, di(e)ch, u(u)ch, (uerdinger-linie) maar niet op alle plaatsen waar in het Nederlands een -k staat. Zo spreekt men van make en niet maache (zoals in het Ripuarisch) (Benrather linie). De oostgrens van het Zuidelijk Oost-Limburgs bestaat uit de -lik/-lich-isoglosse, waarbij het Zuidelijk Oost-Limburgs -lik gebruikt en niet -lich zoals in het Zuidoost-Limburgs.
Zoals in alle Oost-Limburgse en de meeste Centraal-Limburgse dialecten is de Oergermaanse *ū een oe gebleven: zo is het hoes en niet huus of huis, dit geldt ook voor de Oergermaanse *ī: zo is het ies en geen ijs, dit komt in vrijwel alle Nederlands-Limburgse dialecten voor, met uitzondering van enkele Trichterlandse dialecten en de Zuidelijk Oost-Limburgse dialecten van Amby, Hier en Eijsden.
De isoglosse tussen het Oost-Limburgs en het Centraal-Limburgs wordt gevormd door de Panninger linie. Dit wil zeggen dat men in het Oost-Limburgs sjlaop, sjpraok en sjtein zegt en niet slaop, spraok en stein, zoals in bijvoorbeeld het Maastrichts of Weerts. .

#### Verschillen met het Noordelijk Oost-Limburgs
De vocalisering van de -l- na een a- of o- en voor een -d of -t, die in het noorden beperkt is en pas relatief laat optreedt, is in het zuiden algemeen. Historisch ald/alt is awd/awt, historische old/olt is ouwt geworden. Ook in afleidingen ziet men dat terug. In het Valkenburgs is ook het historisch verschil tussen au en ou verdwenen: aud rijmt op hout, zoals in het Nederlands, en wordt zoals oud geschreven. De jonger generatie in Sittard doet dit vaker.
Vergelijking:
| Zitterds  | Remunds  |
| --------- | -------- |
| awd, awwe | aad, aje |
| awwesj    | elders   |
| zawt      | zalt     |
| hawwe     | haje     |

In Zuid-Limburg wordt bijna overal dat gezegd, in tegenstelling tot 't Noord- en Midden-Limburgse det.
Woorden die historisch een -sk, hadden hebben in het Zuidelijk Oost-Limburgs een -sj: flesj, vleisj. In het Noorden is dit gewoonlijk een -s. De oude -sk in bijvoeglijk naamwoorden die afkomst of aard aangeven, is wel in een -s veranderd, woorden met een -s zijn bijvoorbeeld: hónds, luips, Valkebergs (in het Zuidoost-Limburgs is dit namelijk: hónksj, leupsj, Heëlesj).
De -s na een -r- verandert vaak in een -sj. Soms verdwijnt de r zelfs, al verschilt dit per plaats: boe(r)sj, Hiersj, Zittesj.
Het Limburgse gerundium op -entaere, komt in het Noordelijke Oost-Limburgs niet voor.

## Interne verschillen
In het Noorden (rond Sittard) van het Zuidelijk Oost-Limburgs komt, net als in Midden-Limburg Mouillering voor. 
In Sittard komt de Sittardse diftongering voor. Waar in vrijwel alle Limburgse dialecten ee, oo en eu in het Nederlands een ei, ou en ui  worden is dit in de omgeving van Sittard niet het geval is. Zo is in het Sittards bier, geen beer maar beier.
| Nederlands  | zee  | brood  | horen  |
| Sittards    | zee  | brood  | heure  |
| Geleens     | zeë  | broad  | heuëre |
| Valkenburgs | ziè  | broad  | huère  |
| Meerssens   | zjè  | brwad  | hwère  |
| Heers       | zie  | broed  | hure   |
| Noorbeeks   | zieë | broeëd | huuëre |